# Пайнгерст (Джорджія)
Пайнгерст (англ. Pinehurst) — місто (англ. city) в США, в окрузі Дулі штату Джорджія. Населення — 309 осіб (2020).

## Географія
Пайнгерст розташований за координатами 32°11′46″ пн. ш. 83°45′34″ зх. д. / 32.19611° пн. ш. 83.75944° зх. д. (32.196212, -83.759519).  За даними Бюро перепису населення США в 2010 році місто мало площу 2,64 км², з яких 2,63 км² — суходіл та 0,01 км² — водойми.

## Демографія
Згідно з переписом 2010 року, у місті мешкало 455 осіб у 149 домогосподарствах у складі 86 родин. Густота населення становила 172 особи/км².  Було 163 помешкання (62/км²).
Расовий склад населення:
| - 49,9 % — білих - 48,1 % — чорних або афроамериканців - 1,3 % — осіб інших рас |

До двох чи більше рас належало 0,7 %. Частка іспаномовних становила 6,4 % від усіх жителів.
За віковим діапазоном населення розподілялося таким чином: 14,5 % — особи молодші 18 років, 69,0 % — особи у віці 18—64 років, 16,5 % — особи у віці 65 років та старші. Медіана віку мешканця становила 38,5 року. На 100 осіб жіночої статі у місті припадало 142,0 чоловіків;  на 100 жінок у віці від 18 років та старших — 151,0 чоловіків також старших 18 років.
Середній дохід на одне домашнє господарство  становив 37 456 доларів США (медіана — 29 250), а середній дохід на одну сім'ю — 53 213 долари (медіана — 41 250). За межею бідності перебувало 21,8 % осіб, у тому числі 39,7 % дітей у віці до 18 років та 11,0 % осіб у віці 65 років та старших.
Цивільне працевлаштоване населення становило 136 осіб. Основні галузі зайнятості: роздрібна торгівля — 22,1 %, сільське господарство, лісництво, риболовля — 13,2 %, виробництво — 12,5 %.